# Bush-doktrinen
Bush-doktrinen er en betegnelse for et sæt retningslinjer for amerikansk udenrigspolitik, der først blev fremført af USA's præsident George W. Bush i en tale 1. juni 2002.
Retningslinjerne udstak kursen for en ny tilgang til udenrigs- og sikkerhedspolitik med større vægt lagt på forebyggende militære operationer (engelsk: Preemptive Strikes), militær overlegenhed og et engagement i at "sprede demokrati, frihed og sikkerhed i alle regioner." Den nye politik blev formaliseret i et dokument med titlen The National Security Strategy of the United States of America, 20. september 2002. I denne beskriver Bush administrationen, hvordan den vil forsvare USA ved at handle ”forebyggende”. Bush beskriver også i sin nationale sikkerhedsstrategi fra 2002, at han er villig til at handle ”alene hvis det er nødvendigt”. Bush-doktrinen er dermed et udtryk for, at USA efter 9/11 var klar til at føre krig unilateralt. Doktrinen er blevet kritiseret, fordi den strider imod FN-pagten, der forbyder stater at føre angrebskrig.
Bushdoktrinen markerede et skift fra tidligere amerikansk udenrigspolitik, der havde lagt vægt på afskrækkelse af mulige fjender og indkapsling af konflikter, der ellers havde domineret den amerikanske politik igennem den kolde krig, og i tiåret mellem Sovjetunionens fald og 11. september. Årsagen til nødvendigheden af forebyggende angreb er, ifølge doktrinen, at når terrorister truer det kontinentale USA, så virker inddæmning ikke.
Bush-doktrinen udgjorde den politiske ramme for invasionen af Irak i 2003.